# 朝鮮民主主義人民共和国の地方行政区画

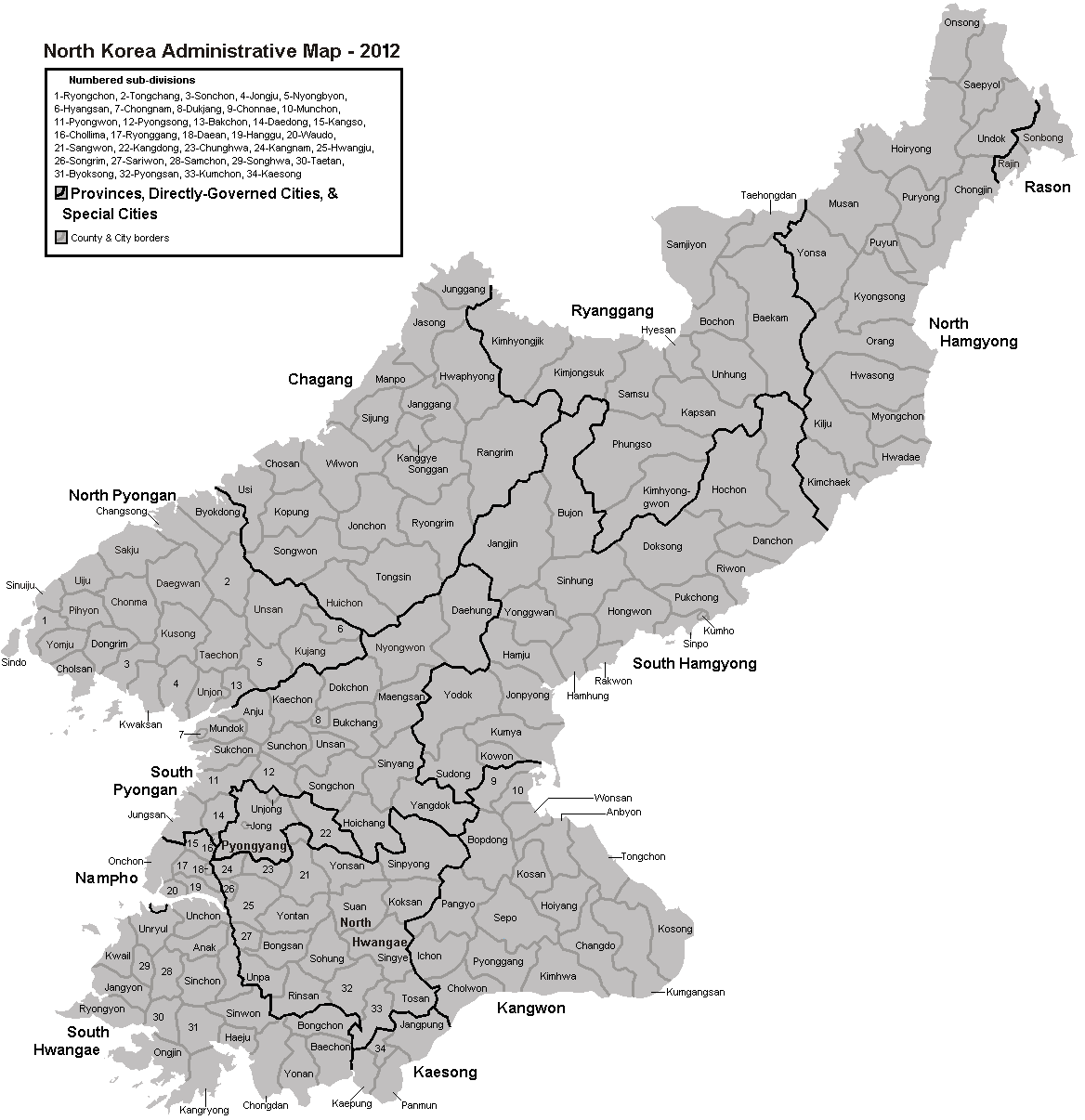
地方行政区画を表した地図

朝鮮民主主義人民共和国の地方行政区画（ちょうせんみんしゅしゅぎじんみんきょうわこくのちほうぎょうせいくかく）は、同国政府の実効統治区域（軍事境界線以北）を、1直轄市・3特別市・9道（2020年現在）の行政区域に区分したものである。これらの行政区域の下には、特級市・市・区域・郡・区・地区がある。
行政区画の改編や地位の変更はしばしば行われていると見られるが、細部は明らかにされない。以下の内容は、北朝鮮側の報道内容などから韓国側で分析されたものである。
本項目では、特殊な地位にある3つの特区も扱う。

## 概要
北朝鮮の地方行政体系は、基本的に〈直轄市・特別市・道〉 - 〈市・郡・区域〉 - 〈邑・洞・里・労働者区〉 という構造になっている。2020年現在、直轄市は平壌の1市、特別市は羅先・南浦・開城の3市である。特別市は韓国の広域市に相当する。郡は韓国の郡よりも、日本の市町村の「町」に近い。直轄市・特別市・市は「区域」で細分されることがある。また、道直轄の「区」・「地区」もある。
道（直轄市）・市（区域）・郡には、有権者によって選挙された代議員（任期4年）で構成される地方人民会議と、人民会議で選出された委員らで構成された「行政的執行機関」地方人民委員会が置かれる。憲法上は、地方人民会議が「地方主権機関」とされており、その休会中は地方人民委員会が「地方主権機関」となる。地方人民委員会は「当該人民会議に責任を負う」とされながらも、上級人民委員会と内閣に服従すると規定されるとともに、下級人民委員会を指導する権限を与えられており、実質的には中央からの指示を伝達・執行する機関となっている。また朝鮮労働党の指導の下ということもあり、各道（直轄市）・市（区域）・郡の「責任書記」（党委員長）が人民委員会の委員長よりも上位にくる。
末端の行政区画の呼称は、基本的に都市部では「洞」、郡部では「里」である。郡人民委員会事務所の所在する里は「邑」と呼ばれる。また、成人人口400人以上の里のうち労働者が65%以上を占める里は「労働者区」と呼ばれる。

## 沿革
1945年8月15日以降、38度線を境界として米国・ソ連による分割占領が行われるが、38度線以北には平安南道・平安北道・咸鏡南道・咸鏡北道・黄海道（黄海道南端部を除く）の5道（および江原道北半部と現在の開城特別市の一部含む京畿道北端部）が存在した。
日本による植民地統治期、朝鮮の地方行政区画は 道 - 府・郡 - 邑・面 - 洞・里 という構造をとっていた。「解放」以後もこの行政区画に基づいて人民委員会が組織されるなど枠組が残ったが、朝鮮戦争下の1952年に行われた区画再編によって邑・面級の行政機関が廃止された。この際、郡が細分化されるとともに、洞・里の統廃合が進められ、また郡事務所が所在する里を「邑」と呼ぶようになった。これにより、地方行政区画は直轄市（平壌）・道 - 市・郡 - 邑・洞・里 の3段階となった。
1946年9月には平壌を直轄都市とし、平安南道から独立させた。また、江原道に元山市を編入して道都を移した。1949年には慈江道を新設。1954年には両江道を新設し、黄海道を分割して黄海南道・黄海北道を設置した。また一時期、開城（1955年 - 2003年）・咸興（1960年 - 1967年）・清津（1960年 - 1967年、1977年 - 1985年）・南浦（1980年 - 2004年）が直轄市に位置づけられていた。

## 北朝鮮の範囲
北朝鮮の実効統治区域の四周は次の通り。
最東端
羅先特別市
最西端
平安北道薪島郡
最南端
黄海南道康翎郡
最北端
咸鏡北道穏城郡

## 行政区域の一覧
- 大韓民国統一部が把握している2024年2月現在の北朝鮮の地方行政区画をもとにしている。
- ローマ字転写はUNGEGNの方式による。
- 一部は、別投稿者によるため、文化観光部2000年式

### 上位行政区画一覧
| ISO code | 名称 （片仮名転写）                   | チョソングル （漢字 ローマ字転写）            | 道都                                 | 人口      | 面積 (km2) |
| -------- | ------------------------------------- | --------------------------------------------- | ------------------------------------ | --------- | ---------- |
| KP-01    | 平壌直轄市 （ピョンヤン゠ジカルシ）   | 평양직할시 （平壤直轄市 Phyŏngyang Jikhalsi） | ――                                   | 3,255,288 | 1,849      |
| KP-02    | 平安南道 （ピョンアンナム゠ド）       | 평안남도 （平安南道 Phyŏngannam-to）          | 平城市 （평성시 ピョンソン゠シ）     | 4,051,696 | 11,497     |
| KP-03    | 平安北道 （ピョンアンブㇰ゠ト）       | 평안북도 （平安北道 Phyŏnganpuk-to）          | 新義州市 （신의주시 シニジュ゠シ）   | 2,728,662 | 12,654     |
| KP-04    | 慈江道 （チャガン゠ド）               | 자강도 （慈江道 Jakang-to）                   | 江界市 （강계시 カンゲ゠シ）         | 1,299,830 | 16,741     |
| KP-05    | 黄海南道 （ファンヘナム゠ド）         | 황해남도 （黃海南道 Hwanghaenam-to）          | 海州市 （해주시 ヘジュ゠シ）         | 2,310,485 | 8,494      |
| KP-06    | 黄海北道 （ファンヘブㇰ゠ト）         | 황해북도 （黃海北道 Hwanghaepuk-to）          | 沙里院市 （사리원시 サリウォン゠シ） | 2,113,672 | 9,560      |
| KP-07    | 江原道 （カンウォン゠ド）             | 강원도 （江原道 Kangwŏn-to）                  | 元山市 （원산시 ウォンサン゠シ）     | 1,477,582 | 11,097     |
| KP-08    | 咸鏡南道 （ハムギョンナム゠ド）       | 함경남도 （咸鏡南道 Hamgyŏngnam-to）          | 咸興市 （함흥시 ハムフン゠シ）       | 3,066,013 | 18,601     |
| KP-09    | 咸鏡北道 （ハムギョンブㇰ゠ト）       | 함경북도 （咸鏡北道 Hamgyŏngpuk-to）          | 清津市 （청진시 チョンジン゠シ）     | 2,310,485 | 15,830     |
| KP-10    | 両江道 （リャンガン゠ド）             | 량강도 （兩江道 Ryangkang-to）                | 恵山市 （혜산시 ヘサン゠シ）         | 719,269   | 13,937     |
| KP-13    | 羅先特別市 （ラソン゠トゥㇰピョルシ） | 라선특별시 （羅先特別市 Rasŏn Tŭkpyŏlsi）     | ――                                   | 196,954   | 904        |
| KP-14    | 南浦特別市 （ナンポ゠トゥㇰピョルシ） | 남포특별시 （南浦特別市 Nampo Tŭkpyŏlsi）     | ――                                   | 366,815   | 1,295      |
| KP-15    | 開城特別市 （ケソン゠トゥㇰピョルシ） | 개성특별시 （開城特別市 Kaesŏng Tŭkpyŏlsi）   | ――                                   | /         | 755        |

- ISOコードで11、12は欠番となっている。

### 平壌直轄市
평양직할시【平壤直轄市】Phyŏngyang Jikhalsi （ピョンヤン=ジカルシ） - 18区域2郡

#### 区域
- 中区域 - 중구역【中區域】Jung-guyŏk （チュン=グヨㇰ）
- 平川区域 - 평천구역【平川區域】Phyŏngchŏn-guyŏk （ピョンチョン=グヨㇰ）
- 普通江区域 - 보통강구역【普通江區域】Pothongkang-guyŏk （ポトンガン=グヨㇰ）
- 牡丹峰区域 - 모란봉구역【牡丹峰區域】Moranpong-guyŏk （モランボン=グヨㇰ）
- 西城区域 - 서성구역【西城區域】Sŏsŏng-guyŏk （ソソン=グヨㇰ）
- 船橋区域 - 선교구역【船橋區域】Sŏnkyo-guyŏk （ソンギョ=グヨㇰ）
- 東大院区域 - 동대원구역【東大院區域】Tongdaewŏn-guyŏk （トンデウォン=グヨㇰ）
- 大同江区域 - 대동강구역【大同江區域】Taetongkang-guyŏk （テドンガン=グヨㇰ）
- 寺洞区域 - 사동구역【寺洞區域】Satong-guyŏk （サドン=グヨㇰ）
- 大城区域 - 대성구역【大城區域】Taesŏng-guyŏk （テソン=グヨㇰ）
- 万景台区域 - 만경대구역【萬景臺區域】Mankyŏngtae-guyŏk （マンギョンデ=グヨㇰ）
- 兄弟山区域 - 형제산구역【兄弟山區域】Hyŏngjesan-guyŏk （ヒョンジェサン=グヨㇰ）
- 龍城区域 - 룡성구역【龍城區域】Ryongsŏng-guyŏk （リョンソン=グヨㇰ）
- 三石区域 - 삼석구역【三石區域】Samsŏk-guyŏk （サムソㇰ =クヨㇰ）
- 力浦区域 - 력포구역【力浦區域】Ryŏkpho-guyŏk （リョㇰポ=グヨㇰ）
- 楽浪区域 - 락랑구역【樂浪區域】Rangrang-guyŏk （ランナン=グヨㇰ）
- 順安区域 - 순안구역【順安區域】Sunan-guyŏk （スナン=グヨㇰ）
- 恩情区域 - 은정구역【恩情區域】Ŭnjŏng-guyŏk （ウンジョン=グヨㇰ）
- 和盛区域 - 화성구역【和盛區域】Hwasŏng-guyŏk （ファソン=グヨㇰ）

#### 郡
- 江東郡 - 강동군【江東郡】Kangtong-gun （カンドン=グン）
- 江南郡 - 강남군【江南郡】Kangnam-gun （カンナム=グン）

#### 洞
- 方峴洞 - 방현동【方峴洞】Panghyŏn-dong（パンヒョン=ドン）

### 羅先特別市
라선특별시【羅先特別市】Rasŏn Tŭkpyŏlsi （ラソン=トゥㇰピョルシ）
- 羅津区域
- 先鋒区域

### 南浦特別市
남포특별시【南浦特別市】Nampo Tŭkpyŏlsi（ナンポ=トゥㇰピョルシ）

#### 区域
- 江西区域 - 강서구역【江西區域】Kangsŏ-guyŏk （カンソ=グヨㇰ）
- 大安区域 - 대안구역【大安區域】Taean-guyŏk （テアン=グヨㇰ）
- 臥牛島区域 - 와우도구역【臥牛島區域】Waudo-guyŏk （ワウド=グヨㇰ）
- 千里馬区域 - 천리마구역【千里馬區域】Chŏnrima-guyŏk （チョルリマ=グヨㇰ）
- 港口区域 - 항구구역【港口區域】Hanggu-guyŏk （ハング=グヨㇰ）

#### 郡
- 温泉郡 - 온천군【溫泉郡】Onchŏn-gun （オンチョン=グン）
- 龍岡郡 - 룡강군【龍岡郡】Ryonggang-gun （リョンガン=グン）

### 開城特別市
개성특별시【開城特別市】Kaesŏng Tŭkpyŏlsi（ケソン=トゥㇰピョルシ）

#### 区域
- 開豊区域 - 개풍구역【開豐區域】Kaephung-guyŏk （ケプン=グヨㇰ）
- 板門区域 - 판문구역【板門區域】Phanmun-guyŏk （パンムン=グヨㇰ）

#### 郡
- 長豊郡 - 장풍군【長豊郡】Jangphung-gun （チャンプン=グン）

### 平安南道
평안남도【平安南道】Phyŏngannam-to （ピョンアンナム=ド） - 5市15郡

#### 市
- 平城市 - 평성시【平城市】Phyŏngsŏng-si （ピョンソン=シ、平安南道道都）
- 安州市 - 안주시【安州市】Anju-si （アンジュ=シ）
- 价川市 - 개천시【价川市】Kaechŏn-si （ケチョン=シ）
- 順川市 - 순천시【順川市】Sunchŏn-si （スンチョン=シ）
- 徳川市 - 덕천시【德川市】Tŏkchŏn-si （トㇰチョン=シ）

#### 郡
- 大同郡 - 대동군【大同郡】Taetong-gun （テドン=グン）
- 甑山郡 - 증산군【甑山郡】Jŭngsan-gun （チュンサン=グン）
- 平原郡 - 평원군【平原郡】Phyŏngwŏn-gun （ピョンウォン=グン）
- 文徳郡 - 문덕군【文德郡】Muntŏk-gun （ムンドㇰ=グン）
- 粛川郡 - 숙천군【肅川郡】Sukchŏn-gun （スㇰチョン=グン）
- 成川郡 - 성천군【成川郡】Sŏngchŏn-gun （ソンチョン=グン）
- 寧遠郡 - 녕원군【寧遠郡】Nyŏngwŏn-gun （ニョンウォン=グン）
- 北倉郡 - 북창군【北倉郡】Pukchang-gun （プㇰチャン=グン）
- 孟山郡 - 맹산군【孟山郡】Maengsan-gun （メンサン=グン）
- 陽徳郡 - 양덕군【陽德郡】Yangtŏk-gun （ヤンドㇰ=グン）
- 檜倉郡 - 회창군【檜倉郡】Hoechang-gun （フェチャン=グン）
- 新陽郡 - 신양군【新陽郡】Sinyang-gun （シニャン=グン）
- 大興郡 - 대흥군【大興郡】Taehŭng-gun （テフン=グン）
- 殷山郡 - 은산군【殷山郡】Ŭnsan-gun （ウンサン=グン）
- 清南郡 - 청남군【淸南郡】Chŏngnam-gun （チョンナム=グン）

### 平安北道
평안북도【平安北道】Phyŏnganpuk-to （ピョンアンブㇰ=ト） - 3市22郡

#### 市
- 新義州市 - 신의주시【新義州市】Sinŭiju-si （シニジュ=シ、平安北道道都）
- 亀城市 - 구성시【龜城市】Kusŏng-si （クソン=シ）
- 定州市 - 정주시【定州市】Jŏngju-si （チョンジュ=シ）

#### 郡
- 昌城郡 - 창성군【昌城郡】Changsŏng-gun （チャンソン=グン）
- 枇峴郡 - 피현군【枇峴郡】Phihyŏn-gun （ピヒョン=グン）
- 龍川郡 - 룡천군【龍川郡】Ryongchŏn-gun （リョンチョン=グン）
- 塩州郡 - 염주군【鹽州郡】Yŏmju-gun （ヨムジュ=グン）
- 鉄山郡 - 철산군【鐵山郡】Chŏlsan-gun （チョルサン=グン）
- 東林郡 - 동림군【東林郡】Tongrim-gun （トンニム=グン）
- 宣川郡 - 선천군【宣川郡】Sŏnchŏn-gun （ソンチョン=グン）
- 郭山郡 - 곽산군【郭山郡】Kwaksan-gun （クァㇰサン=グン）
- 雲田郡 - 운전군【雲田郡】Unjŏn-gun （ウンジョン=グン）
- 博川郡 - 박천군【博川郡】Pakchŏn-gun （パㇰチョン=グン）
- 寧辺郡 - 녕변군【寧邊郡】Nyŏngbyŏn-gun （ニョンビョン=グン）
- 球場郡 - 구장군【球場郡】Kujang-gun （クジャン=グン）
- 香山郡 - 향산군【香山郡】Hyangsan-gun （ヒャンサン=グン）
- 雲山郡 - 운산군【雲山郡】Unsan-gun （ウンサン=グン）
- 泰川郡 - 태천군【泰川郡】Thaechŏn-gun （テチョン=グン）
- 天摩郡 - 천마군【天摩郡】Chŏnma-gun （チョンマ=グン）
- 義州郡 - 의주군【義州郡】Ŭiju-gun （ウィジュ=グン）
- 朔州郡 - 삭주군【朔州郡】Sakju-gun （サㇰチュ=グン）
- 大館郡 - 대관군【大館郡】Taekwan-gun （テグァン=グン）
- 東倉郡 - 동창군【東倉郡】Tongchang-gun （トンチャン=グン）
- 碧潼郡 - 벽동군【碧潼郡】Pyŏktong-gun （ピョㇰトン=グン）
- 薪島郡 - 신도군【薪島郡】Sinto-gun （シンド=グン）

### 慈江道
자강도【慈江道】Jakang-to （チャガン=ド） - 3市15郡

#### 市
- 江界市 - 강계시【江界市】Kangkye-si （カンゲ=シ、慈江道道都）
- 満浦市 - 만포시【滿浦市】Manpho-si （マンポ=シ）
- 熙川市 - 희천시【熙川市】Hŭichŏn-si （ヒチョン=シ）

#### 郡
- 長江郡 - 장강군【長江郡】Jangkang-gun （チャンガン=グン）
- 時中郡 - 시중군【時中郡】Sijung-gun （シジュン=グン）
- 慈城郡 - 자성군【慈城郡】Jasŏng-gun （チャソン=グン）
- 中江郡 - 중강군【中江郡】Jungkang-gun （チュンガン=グン）
- 渭原郡 - 위원군【渭原郡】Wiwŏn-gun （ウィウォン=グン）
- 楚山郡 - 초산군【楚山郡】Chosan-gun （チョサン=グン）
- 雩時郡 - 우시군【雩時郡】Usi-gun （ウシ=グン）
- 古豊郡 - 고풍군【古豐郡】Kophung-gun （コプン=グン）
- 松源郡 - 송원군【松源郡】Songwŏn-gun （ソンウォン=グン）
- 城干郡 - 성간군【城干郡】Sŏngkan-gun （ソンガン=グン）
- 前川郡 - 전천군【前川郡】Jŏnchŏn-gun （チョンチョン=グン）
- 龍林郡 - 룡림군【龍林郡】Ryongrim-gun （リョンニム=グン）
- 和坪郡 - 화평군【和坪郡】Hwaphyŏng-gun （ファピョン=グン）
- 東新郡 - 동신군【東新郡】Tongsin-gun （トンシン=グン）
- 狼林郡 - 랑림군【狼林郡】Rangrim-gun （ランニム=グン）

### 両江道
량강도【兩江道】Ryangkang-to （リャンガン=ド） - 2市10郡

#### 市
- 恵山市 - 혜산시【惠山市】Hyesan-si （ヘサン=シ、両江道道都）
- 三池淵市 - 삼지연시【三池淵市】Samjiyŏn-si （サムジヨン=シ）

#### 郡
- 雲興郡 - 운흥군【雲興郡】Unhŭng-gun （ウヌン=グン）
- 普天郡 - 보천군【普天郡】Pochŏn-gun （ポチョン=グン）
- 大紅湍郡 - 대홍단군【大紅湍郡】Taehongtan-gun （テホンダン=グン）
- 白岩郡 - 백암군【白岩郡】Paekam-gun （ペガム=グン）
- 甲山郡 - 갑산군【甲山郡】Kapsan-gun （カプサン=グン）
- 金亨稷郡 - 김형직군【金亨稷郡】Kimhyŏngjik-gun （キミョンジㇰ=グン）
- 金正淑郡 - 김정숙군【金正淑郡】Kimjŏngsuk-gun （キムジョンスㇰ=グン）
- 金亨権郡 - 김형권군【金亨權郡】Kimhyŏngkwŏn-gun （キミョングォン=グン）
- 豊西郡 - 풍서군【豐西郡】Phungsŏ-gun （プンソ=グン）
- 三水郡 - 삼수군【三水郡】Samsu-gun （サムス=グン）

### 黄海南道
황해남도【黃海南道】Hwanghaenam-to （ファンヘナム=ド） - 1市19郡

#### 市
- 海州市 - 해주시【海州市】Haeju-si （ヘジュ=シ、黄海南道道都）

#### 郡
- 碧城郡 - 벽성군【碧城郡】Pyŏksŏng-gun （ピョㇰソン=グン）
- 康翎郡 - 강령군【康翎郡】Kangryŏng-gun （カンニョン=グン）
- 甕津郡 - 옹진군【甕津郡】Ongjin-gun （オンジン=グン）
- 苔灘郡 - 태탄군【苔灘郡】Thaethan-gun （テタン=グン）
- 長淵郡 - 장연군【長淵郡】Jangyŏn-gun （チャンヨン=グン）
- 龍淵郡 - 룡연군【龍淵郡】Ryongyŏn-gun （リョンヨン=グン）
- 三泉郡 - 삼천군【三泉郡】Samchŏn-gun （サムチョン=グン）
- 松禾郡 - 송화군【松禾郡】Songhwa-gun （ソンファ=グン）
- クァイル郡 - 과일군【 - 郡】Kwail-gun （クァイル=グン）
- 殷栗郡 - 은률군【殷栗郡】Ŭnnyul-gun （ウンニュル=グン）
- 銀泉郡 - 은천군【銀泉郡】Ŭnchŏn-gun （ウンチョン=グン）
- 安岳郡 - 안악군【安岳郡】Anak-gun （アナㇰ=グン）
- 信川郡 - 신천군【信川郡】Sinchŏn-gun （シンチョン=グン）
- 載寧郡 - 재령군【載寧郡】Jaeryŏng-gun （チェリョン=グン）
- 峰泉郡 - 봉천군【峰泉郡】Pongchŏn-gun （ポンチョン=グン）
- 白川郡 - 배천군【白川郡】Paechŏn-gun （ペチョン=グン）
- 新院郡 - 신원군【新院郡】Sinwŏn-gun （シヌォン=グン）
- 延安郡 - 연안군【延安郡】Yŏnan-gun （ヨナン=グン）
- 青丹郡 - 청단군【靑丹郡】Chŏngtan-gun （チョンダン=グン）

### 黄海北道
황해북도【黃海北道】Hwanghaepuk-to （ファンヘブㇰ=ト） - 2市18郡

#### 市
- 沙里院市 - 사리원시【沙里院市】Sariwŏn-si （サリウォン=シ、黄海北道道都）
- 松林市 - 송림시【松林市】Songrim-si （ソンニム=シ）

#### 郡
- 黄州郡 - 황주군【黃州郡】Hwangju-gun （ファンジュ=グン）
- 鳳山郡 - 봉산군【鳳山郡】Pongsan-gun （ポンサン=グン）
- 燕灘郡 - 연탄군【燕灘郡】Yŏnthan-gun （ヨンタン=グン）
- 銀波郡 - 은파군【銀波郡】Ŭnpha-gun （ウンパ=グン）
- 瑞興郡 - 서흥군【瑞興郡】Sŏhŭng-gun （ソフン=グン）
- 平山郡 - 평산군【平山郡】Phyŏngsan-gun （ピョンサン=グン）
- 金川郡 - 금천군【金川郡】Kŭmchŏn-gun （クムチョン=グン）
- 麟山郡 - 린산군【麟山郡】Rinsan-gun （リンサン=グン）
- 兎山郡 - 토산군【兔山郡】Thosan-gun （トサン=グン）
- 新渓郡 - 신계군【新溪郡】Sinkye-gun （シンゲ=グン）
- 谷山郡 - 곡산군【谷山郡】Koksan-gun （コㇰサン=グン）
- 延山郡 - 연산군【延山郡】Yŏnsan-gun （ヨンサン=グン）
- 新坪郡 - 신평군【新坪郡】Sinphyŏng-gun （シンピョン=グン）
- 遂安郡 - 수안군【遂安郡】Suan-gun （スアン=グン）
- 中和郡 - 중화군【中和郡】Junghwa-gun （チュンファ=グン）[7]
- 祥原郡 - 상원군【祥原郡】Sangwŏn-gun （サンウォン=グン）[7]
- 勝湖郡 - 승호군【勝湖郡】Sŭngho-gun （スンホ=グン）[7][8]

### 咸鏡南道
함경남도【咸鏡南道】Hamgyŏngnam-to （ハムギョンナム=ド） - 3市7区域17郡

#### 市
- 咸興市 - 함흥시【咸興市】Hamhŭng-si （ハムン=シ、咸鏡南道道都）
  - 興南区域 - 흥남구역【興南區域】Hŭngnam-guyŏk （フンナム=グヨㇰ）
  - 会上区域 - 회상구역【會上區域】Hoesang-guyŏk（フェサン=グヨㇰ）
  - 海岸区域 - 해안구역【海岸區域】Haean-guyŏk（ヘアン=グヨㇰ）
  - 沙浦区域 - 사포구역【沙浦區域】Sap'o-guyŏk（サポ=グヨㇰ）
  - 興徳区域 - 흥덕구역【興德區域】Hŭngdŏk-guyŏk（フンドㇰ=グヨㇰ）
  - 東興山区域 - 동흥산구역【東興山區域】Donghŭngsan-guyŏk（トンフンサン=グヨㇰ）
  - 城川江区域 - 성천강구역【城川江區域】Sŏngchŏnggang-guyŏk（ソンチョンガン=グヨㇰ）
- 新浦市 - 신포시【新浦市】Sinpho-si （シンポ=シ）
- 端川市 - 단천시【端川市】Tanchŏn-si （タンチョン=シ）

#### 郡
- 咸州郡 - 함주군【咸州郡】Hamju-gun （ハムジュ=グン）
- 楽園郡 - 락원군【樂園郡】Rakwŏn-gun （ラグォン=グン）
- 定平郡 - 정평군【定平郡】Jŏngphyŏng-gun （チョンピョン=グン）
- 金野郡 - 금야군【金野郡】Kŭmya-gun （クミャ=グン）
- 琴湖郡 - 금호군【琴湖郡】Kŭmho-gun （クモ=グン）
- 高原郡 - 고원군【高原郡】Kowŏn-gun （コウォン=グン）
- 耀徳郡 - 요덕군【耀德郡】Yotŏk-gun （ヨドㇰ=グン）
- 長津郡 - 장진군【長津郡】Jangjin-gun （チャンジン=グン）
- 赴戦郡 - 부전군【赴戰郡】Pujŏn-gun （プジョン=グン）
- 栄光郡 - 영광군【榮光郡】Yŏngkwang-gun （ヨングァン=グン）
- 新興郡 - 신흥군【新興郡】Sinhŭng-gun （シヌン=グン）
- 洪原郡 - 홍원군【洪原郡】Hongwŏn-gun （ホンウォン=グン）
- 北青郡 - 북청군【北靑郡】Pukchŏng-gun （プㇰチョン=グン）
- 徳城郡 - 덕성군【德城郡】Tŏksŏng-gun （トㇰソン=グン）
- 利原郡 - 리원군【利原郡】Riwŏn-gun （リウォン=グン）
- 虚川郡 - 허천군【虛川郡】Hŏchŏn-gun （ホチョン=グン）

### 咸鏡北道
함경북도【咸鏡北道】Hamgyŏngpuk-to （ハムギョンブㇰ=ト） - 3市7区域12郡

#### 市
- 清津市 - 청진시【淸津市】Chŏngjin-si （チョンジン=シ、咸鏡北道道都）
  - 新岩区域 - 신암구역【新岩區域】Sinam-guyŏk （シナム=グヨㇰ）
  - 浦港区域 - 포항구역【浦港區域】Phohang-guyŏk （ポハン=グヨㇰ）
  - 青岩区域 - 청암구역【靑岩區域】Chŏngam-guyŏk （チョンアム=グヨㇰ）
  - 水南区域 - 수남구역【水南區域】Sunam-guyŏk （スナム=グヨㇰ）
  - 松坪区域 - 송평구역【松坪區域】Songphyŏng-guyŏk （ソンピョン=グヨㇰ）
  - 羅南区域 - 라남구역【羅南區域】Ranam-guyŏk （ラナム=グヨㇰ）
  - 富潤区域 - 부윤구역【富潤區域】Puyun-guyŏk （プユン=グヨㇰ）
- 金策市 - 김책시【金策市】Kimchaek-si （キムチェㇰ=シ）
- 会寧市 - 회령시【會寧市】Hoeryŏng-si （フェリョン=シ）

#### 郡
- 富寧郡 - 부령군【富寧郡】Puryŏng-gun （プリョン=グン）
- 茂山郡 - 무산군【茂山郡】Musan-gun （ムサン=グン）
- 鏡城郡 - 경성군【鏡城郡】Kyŏngsŏng-gun （キョンソン=グン）
- 吉州郡 - 길주군【吉州郡】Kilju-gun （キルチュ=グン）
- 花台郡 - 화대군【花臺郡】Hwatae-gun （ファデ=グン）
- 明川郡 - 명천군【明川郡】Myŏngchŏn-gun （ミョンチョン=グン）
- 明澗郡 - 명간군【明澗郡】Myŏngkan-kun （ミョンガン=グン）
- 漁郎郡 - 어랑군【漁郎郡】Ŏrang-gun （オラン=グン）
- 延社郡 - 연사군【延社郡】Yŏnsa-gun （ヨンサ=グン）
- 穏城郡 - 온성군【穩城郡】Onsŏng-gun （オンソン=グン）
- 慶源郡 - 경원군【慶源郡】Kyŏngwŏn-gun （キョンウォン=グン）
- 慶興郡 - 경흥군【慶興郡】Kyŏnghŭng-gun （キョンフン=グン）

### 江原道
강원도【江原道】Kangwŏn-to （カンウォン=ド） - 2市15郡

#### 市
- 元山市 - 원산시【元山市】Wŏnsan-si （ウォンサン=シ、江原道道都）
- 文川市 - 문천시【文川市】Munchŏn-si （ムンチョン=シ）

#### 郡
- 川内郡 - 천내군【川內郡】Chŏnnae-gun （チョンネ=グン）
- 安辺郡 - 안변군【安邊郡】Anbyŏn-gun （アンビョン=グン）
- 高山郡 - 고산군【高山郡】Kosan-gun （コサン=グン）
- 通川郡 - 통천군【通川郡】Thongchŏn-gun （トンチョン=グン）
- 高城郡 - 고성군【高城郡】Kosŏng-gun （コソン=グン）
- 金剛郡 - 금강군【金剛郡】Kŭmkang-gun （クムガン=グン）
- 昌道郡 - 창도군【昌道郡】Changto-gun （チャンド=グン）
- 金化郡 - 김화군【金化郡】Kimhwa-gun （キムァ=グン）
- 淮陽郡 - 회양군【淮陽郡】Hoeyang-gun （フェヤン=グン）
- 洗浦郡 - 세포군【洗浦郡】Sepho-gun （セポ=グン）
- 平康郡 - 평강군【平康郡】Phyŏngkang-gun （ピョンガン=グン）
- 鉄原郡 - 철원군【鐵原郡】Chŏlwŏn-gun （チョルォン=グン）
- 伊川郡 - 이천군【伊川郡】Ichŏn-gun （イチョン=グン）
- 板橋郡 - 판교군【板橋郡】Phankyo-gun （パンギョ=グン）
- 法洞郡 - 법동군【法洞郡】Pŏptong-gun （ポプトン=グン）

## 特区の一覧
指定された以下の地域では、国外資本の導入などのため北朝鮮の法律が一部を除いて適用されず、特例法が設けられている。

### 新義州特別行政区

新義州特別区の旗

신의주특별행정구【新義州特別行政區】Sinŭiju-tŭkpyŏlhaengjŏnggu （シニジュ=トゥクピョルヘンジョング）
2002年に新義州市を中心として平安北道から分離された特別行政区で、中国の香港やマカオをモデルに設置された。だが初代長官である楊斌が中国当局に逮捕され、事実上凍結状態にあった。しかし、2014年7月23日に「新義州国際経済地帯」に移行すると発表された。

### 金剛山国際観光特別区
금강산국제관광특별구【金剛山國際觀光特別區】
2002年に金剛山の一部地域を江原道より分離した地区で、設置当初の名称は「金剛山観光地区」であった。2011年4月29日に「金剛山国際観光特別区」に改称。

### 開城工業地区
개성공업지구【開城工業地區】Kaesŏng-gongŏpjigu （ケソン=ゴンオプジグ）
2002年に開城市を中心として設置された経済特別区で、大韓民国企業の工場が操業している。
朴槿恵政権時に操業停止になったが、文在寅政権になってからは、操業再開の動きも出始めている。

### 羅先経済特区
라선경제지구【羅先經濟特區】Rasŏn-kyŏngjetŭkgu （ラソン=キョンジェトゥクグ）
朝鮮民主主義人民共和国内で唯一市場経済を導入した地域である。

### 江南経済特区
강남경제특구【江南經濟特區】Kangnam-kyŏngjetŭkgu  （ガンナム=キョンジェトゥクグ）
2017年12月の朝鮮中央テレビの番組の中で当該地区の建設が発表された。
地域は平壌直轄市江南郡。

### 元山葛麻海岸観光地区
원산-갈마해안관관지구【元山葛麻海岸觀光地區】Wonsan-Kalma-Haeamgwangwan-jigu （ウォンサン-カルマ=ヘアムクァングァンジグ）
2018年の朝鮮中央テレビの5カ年戦略説明番組において、当該地区の建設が宣言された。当初は2019年4月15日の完成を予定していたが、建設資材の不足と新型コロナウイルス感染症 (COVID-19)の流行により工事は中断している。
地域は、江原道元山市葛麻洞一帯。

## 註釈
1. ↑  “DPR Korea 2008 Population Census (2008年国勢調査)” (pdf).   reliefweb.int (2009年12月31日). 2021年6月21日閲覧。
2. ↑  “지역별 면적 (朝鮮の第一級行政区画の面積)”.   韓国統計情報システム (2020年12月28日). 2021年6月21日閲覧。
3. ↑  平壌 - 朝鮮民主主義人民共和国政府当局は、平壌を「直轄市」としている。「特別市」とする資料も見受けられるが、これは、かつて韓国政府当局が平壌を「特別市」と捉えていたことによる名残である。韓国政府当局は、現在平壌が「直轄市」であることを確認している（統一部作成「북한에서 쓰고 있는 도・시・군・구역」、2006年9月現在）。
4. ↑  羅先 - 2005年1月の時点で「羅先直轄市」から「羅先特級市」に変更されていたと韓国の新聞で報じられたが、2006年9月の統一部資料では「羅先直轄市」としている。
5. ↑  南浦 - 2010年に平安南道所属の「特級市」から中央直轄の「特別市」になったと統一部は観測しているが、はっきりしない。<그래픽> 북한 평양시 축소, 연합뉴스, 2011-02-14, 2011-02-15 （朝鮮語）、朝鮮行政区域変更に関する韓国統一部の発表について（日本貿易振興機構アジア経済研究所図書館、2011年2月15日） - レファレンス共同データベース
6. ↑  開城 - 2019年に黄海北道所属の「直轄市」から「特別市」になったと、翌2020年に統一部が観測している。ただし、これに伴う詳細な行政区分変更は依然として不明確な部分がある。
7. 1 2 3  平壌市の縮小 - 2010年に平壌市郊外の区域が黄海北道に編入されたとされるが、はっきりしない。<그래픽> 북한 평양시 축소, 연합뉴스, 2011-02-14, 2011-02-15 （朝鮮語）、朝鮮行政区域変更に関する韓国統一部の発表について（日本貿易振興機構アジア経済研究所図書館、2011年2月15日） - レファレンス共同データベース
8. ↑  10月22日付け労働新聞１面の表記が、勝湖郡だった
9. ↑  “평양도 강남 개발… '경제 특구' 만든다”.  朝鮮日報 (2017年12月25日). 2023年4月24日閲覧。
10. ↑  “베일벗은 북한 경제특구...27개 지구 지정”.   NK경제 (2018年12月6日). 2023年4月24日閲覧。
11. ↑  “【김치전①】 꽃제비 숙소로 전락한 원산갈마해안관광지구”.  デイリーNK (2023年2月8日). 2023年4月24日閲覧。